# 新羅特斯大道車站 (IRT新羅特斯線)
新羅特斯大道車站（英語：New Lots Avenue station））是美國紐約地鐵IRT新地段線的東端（鐵路南端）總站。設有2號線（僅繁忙時段停站）、3號線（任何時候停站（深夜除外））、4號線（僅深夜停站）與5號線（僅繁忙時段停站）列車服務。

## 車站結構
| P 月台層 | 北行     |                                       |
| P 月台層 | 島式月台 |                                       |
| P 月台層 | 北行     |                                       |
| M        | 夾層     | 閘機、車站詢間處、MetroCard自動售票機 |
| G        | 街道     | 出入口                                |

此高架車站設有一個島式月台和兩條軌道。車站月台層設有活躍中的鐵路塔與職員宿舍。月台絕大部分都設有上蓋。
車站以東軌道轉向前往利沃尼亞車廠。車站東北設有從未使用的軌道結構，長約75英呎。此軌道預留路線沿新羅特斯大道繼續東行。車站以南另有一個同樣未曾實現的計劃，於1968年提出，建議路線由利沃尼亞車廠延長至平地大道，作為未實現的紐約地鐵擴展。
車站的出口為兩條樓梯，途經月台最東端下方的高架木製夾層和站舍，分別前往利沃尼亞大道及阿什福德街的西側兩個角落。

## 外部連結
- nycsubway.org—Brooklyn IRT: New Lots Avenue
- Station Reporter — 3 Train
- The Subway Nut — New Lots Avenue Pictures （页面存档备份，存于）
- Ashford Street entrance from Google Maps Street View （页面存档备份，存于）
- Platform from Google Maps Street View （页面存档备份，存于）